# 栗色蝇子草
栗色蝇子草（学名：Silene atrocastanea）为石竹科蝇子草属的植物，为中国的特有植物。分布在中国大陆的云南等地，生长于海拔3,000米至4,000米的地区，多生于高山草地岩石上，目前尚未由人工引种栽培。

## 别名
黑栗色女娄菜（拉汉种子植物名称）

## 异名
- Silene cupiformis C. L. Tang